# Otokar Březina
Otokar u Otakar Březina (seudónimo de Václav Jebavý) (13 de septiembre de 1868 – 25 de marzo de 1929) fue un poeta y ensayista checo, considerado el máximo de los simbolistas de su país.

## Biografía
Březina nació en el pequeño pueblo de Počátky en el Distrito de Pelhřimov y tomó inspiración del misterioso paisaje de la región Českomoravská Vrchovina que se extendía a Bohemia y Moravia, donde pasó toda su vida.
Casi todas sus obras fueron realizadas durante un periodo de 13 años, mientras trabajaba como profesor en Nová Říše, un pequeño pueblo con un monasterio; frecuentemente visitaba la biblioteca para estudiar distintos libros de filósofos medievales, especialmente místicos franceses y alemanes, y de esta manera se recuperó del impacto que le causó la repentina muerte de sus dos padres. Alrededor de 1895 reflexionó sobre preguntas relatiivas al significado de la vida, y escribió su primer libros de poemas, Tajemné dálky, en el que manifestaba su separación del mundo exterior y su búsqueda de refugio en las artes.
En su segundo libro, Svítání na západě (1896), Březina exploró el dolor como un medio de conocimiento y sostuvo que la muerte era la llave para entender el misterio de la vida. En su tercer libro, Větry od pólů (1897), cambia el enfoque de su dolor personal y reflexiona sobre la solidaridad humana, así como el compromiso para combinarse con la energía de la vida del cosmos. La sensación de pertenecer “al todo” es aún más perceptible en su siguiente libro Stavitelé chrámu (en el que glorifica a las personalidades ingeniosas como portadores del desarrollo) y finaliza con su último libro de poemas, Ruce (1901), con la visión de una cadena mágica formada por todas las manos del planeta, que construyen el mundo externo. El sexto libro de poemas de Březina, Země, permaneció inconcluso.

## Obras
La expresión poética de Březina, rica en metáforas y parábolas, elementos religiosos y filosóficos e incluso términos científicos, cambió gradualmente de alejandrinos rítmicos a versos libres, llenos de imágenes sensuales, ricas en pensamiento y en gusto musical. Sus libros de ensayos constituyen parte integral de su trabajo y su extensa correspondencia sirve como comentario de sus actividades creativas y de su filosofía. Březina también es reconocido por la amistad que sostuvo con otras figuras culturales checas, como el escultor František Bílek, el crítico literario, sociólogo y politólogo Emanuel Chalupný, el poeta, escritor y sacerdote Jakub Deml y el filósofo y escritor Ladislav Klíma.

## Fallecimiento
Murió en Jaroměřice nad Rokytnou. Hay varios discursos y monografías sobre Otokar Březina, de las cuales la más completa es la que escribió Oldřich Králík en 1948.  

## Legado
Un estudio y traducción al inglés de la obra de Březina, llamado Otokar Březina: a Study in Czech Literature, fue escrito por Paul Selver en 1921.  
La elevada y original poesía de Březina influyó en un considerable número de poetas modernos checos. 

## Obras
Tajemné dálky  – 1895, poemas
Svítání na západě  – 1896, poemas
Větry od pólů – 1897, poemas
Stavitelé chrámu – 1899, poemas
Ruce ("Manos") – 1901, poemas
Hudba pramenů – 1903, ensayos
Skryté dějiny ("Historia oculta") – ensayos.

## Honores
El asteroide (21270) Otokar fue nombrado así en su honor.